# Дайт

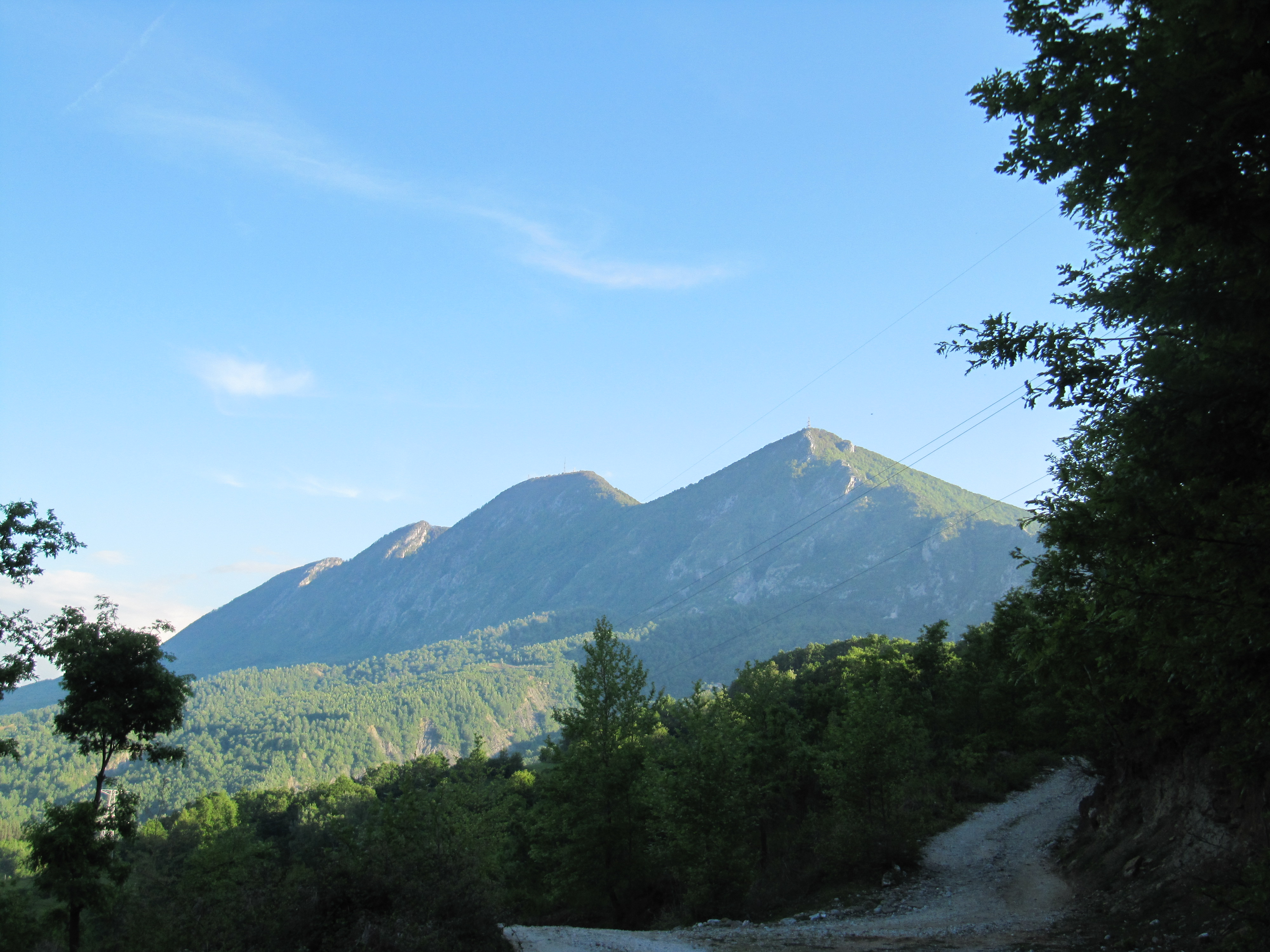
Вид на гору Дайт зі сходу

Дайт або Дайті (алб. Mali i Dajtit) — гора і національний парк в області Тирана (Албанія), на схід від міста Тирана.

## Опис
Найвища вершина гори має висоту 1613 метрів над рівнем моря. Взимку гора часто покрита снігом. На її схилах ростуть сосни, дуби і буки.
Гора була оголошена національним парком 1966 року, а 2006 року територію парку розширили до 29 384 гектарів. На території національного парку є каньйони, водоспади, печери і озеро.
На гору можна піднятися вузькою гірською дорогою, яка з'єднує Тирану з місцевістю, відомою як Фуша-е-Дайті. Звідси відкривається прекрасний вид на Тирану і її рівнину. Саме з цієї причини це місце називають Балконом Тирани.
З липня 2005 року туристи можуть скористатися канатною дорогою, яка зв'язує східну околицю Тирани з Балконом Тирани (до висоти 1050 метрів). На вершині гори Дайт збудовано кілька телевізійних і радіовеж.
Останнім часом в цій місцевості виявлено сліди доісторичних поселень і укріплень римського періоду.

## Галерея

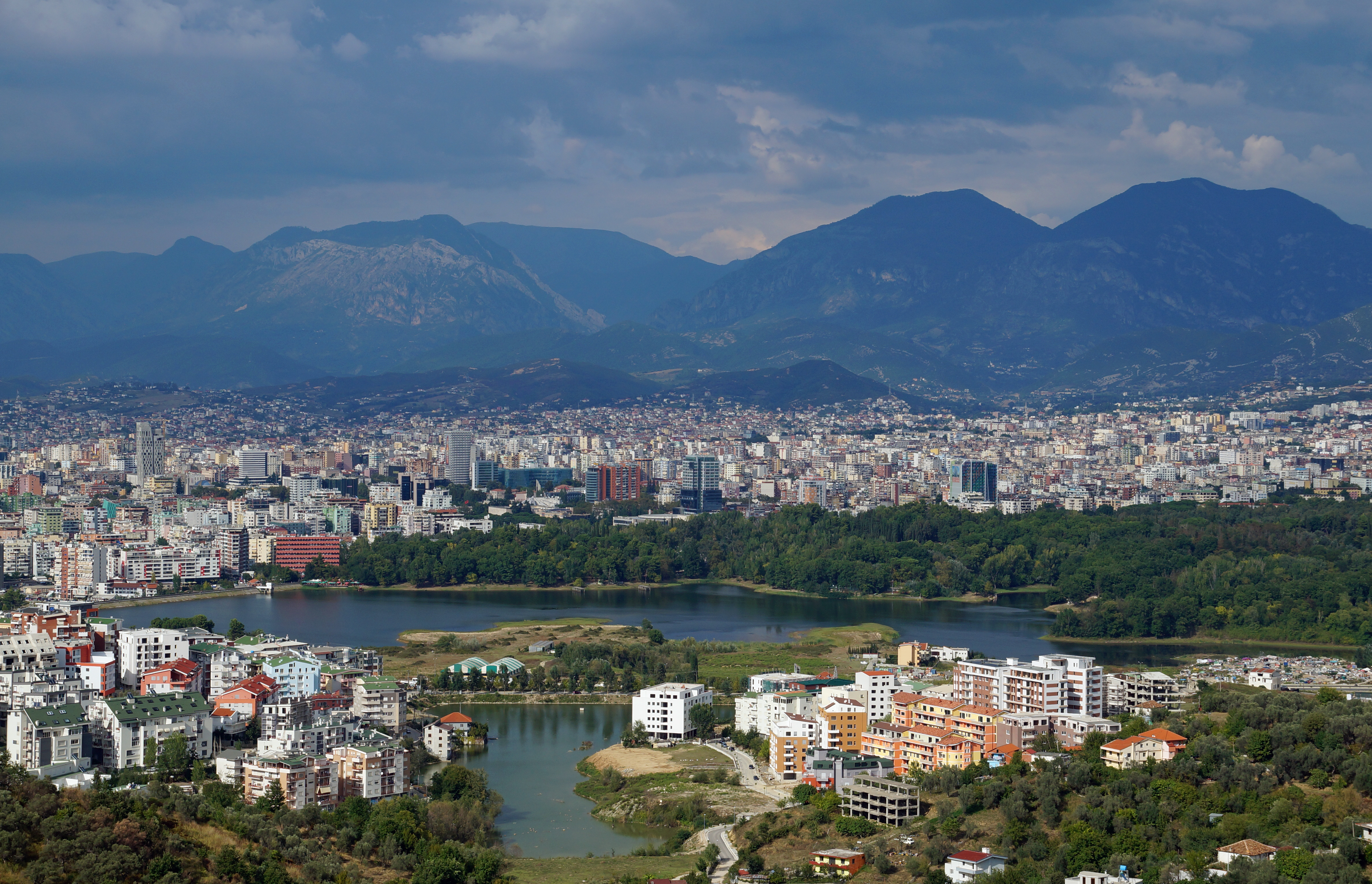
Тирана (гора Дайт на задньому плані)
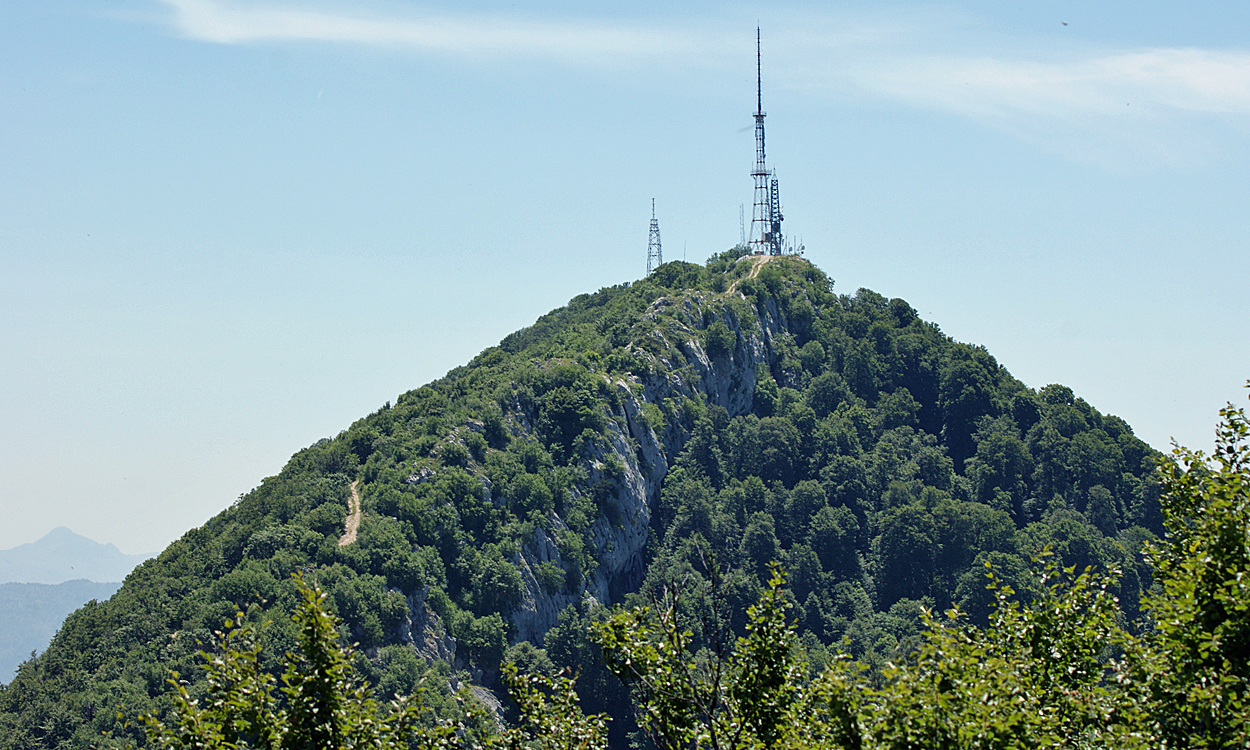
Вершина гори Дайт